# Verduni csata (1792)
A verduni csata 1792-ben a francia forradalmi erők és a porosz hadsereg között zajlott le. A poroszok győztek, ezzel megnyílt az útjuk Párizs felé.

## Előzmények
Amikor kitört a forradalom Franciaországban, szomszédai növekvő riadalommal figyelték az eseményeket.1791. augusztus 27-én a pillnitzi nyilatkozatban a II. Frigyes Vilmos és II. Lipót is kinyilvánította azon szándékát, hogy helyreállítja a Bourbonok uralmát Franciaországban. Az osztrák-porosz szövetség hivatalosan 1792. február 7-én alakult meg, és a szövetséges hadseregek elkezdtek Franciaország keleti határain felfejlődni, de a tényleges francia hadüzenet 1792. április 20-án érkezett hozzájuk.
A korábbi francia támadás az Osztrák-Németalföld ellen kínos kudarccal végződött (lásd baisieux-i csata), és a francia hadseregről általában úgy vélték, hogy szörnyű állapotban van. A legjobb tisztjeik elmenekültek Franciaországból, létrehozva egy emigráns csoportot, akik elkezdtek szervezkedni a forradalom ellen éppen Franciaország keleti határain. A csapatok már nem bíztak a tisztekben, akik maradtak, és egy „árulás” kiáltás könnyen vezethet tömeges pánikhoz és  minden gyanús parancsnok meggyilkolásához. Az osztrákok és a poroszok meg voltak győződve arról, hogy a francia hadsereggel könnyen elbánnak és helyreállíthatják XVI. Lajos uralmát.

## A csata
A megszálló szövetségesek könnyen elfoglalták Longwy-t augusztus 23-án, és lassan meneteltek Verdun felé, amely még kevésbé volt védhető, mint Longwy. A francia parancsnok, Beaurepaire ezredes , főbe lőtte magát kétségbeesésében. 1792. szeptember 1-én a franciák feladták Verdunt. II. Károly herceg csapatai megkezdték az előrenyomulást az Argonne völgyében Párizs felé.
Az egyik legenda szerint egy csoport szűz szállított cukrozott mandulát a győztes hercegnek, ahogy a győztes számára szokásban volt. Őket később, a terror idején nyaktilóval lefejezték.

## Fordítás
- Ez a szócikk részben vagy egészben  a   Battle of Verdun (1792) című angol Wikipédia-szócikk fordításán alapul.  Az eredeti cikk szerkesztőit annak laptörténete sorolja fel. Ez a jelzés csupán a megfogalmazás eredetét és a szerzői jogokat jelzi, nem szolgál a cikkben szereplő információk forrásmegjelöléseként.